# Capelletti (politica)
I Capelletti furono una fazione guelfa attiva a Cremona nel XIII secolo. Citati da Dante Alighieri nel Purgatorio, furono tradizionalmente associati ai Montecchi come protagonisti di una storica rivalità politica. Sebbene siano stati spesso identificati con la famiglia di Giulietta Capuleti della Historia novellamente ritrovata di due nobili amanti di Luigi Da Porto, gli studi storici hanno dimostrato che la loro presenza è attestata solo a Cremona e non a Verona.

## Storia
La prima menzione dei Capelletti risale al 1249, quando il podestà ghibellino Umberto Pelavicino espulse da Cremona un gruppo di guelfi, tra cui la fazione dei Capelletti. La loro fazione, legata alla parte ecclesiastica, si oppose a lungo ai ghibellini Barbarasi (o Troncaciuffi). Dopo la vittoria di Carlo d'Angiò su Manfredi nel 1266, i Capelletti riuscirono a rientrare a Cremona, scacciando Umberto Pelavicino e ristabilendo il predominio guelfo sulla città.  La pars Capellatorum è ancora menzionata negli statuti cremonesi del 1313, confermando la persistenza della fazione.

## I Capelletti nella tradizione dantesca
Dante Alighieri, nel Purgatorio (VI, 106-108), menziona i Capelletti accanto ai Montecchi, ai Monaldi e ai Filippeschi, accomunandoli come vittime delle lotte intestine che affliggevano le città italiane per l’assenza dell’imperatore. Tuttavia, già nei primi commentatori della Commedia si diffuse l’errata convinzione che i Capelletti fossero veronesi. Questa interpretazione fu ulteriormente rafforzata dall’opera di Luigi Da Porto, che nel 1524 ambientò la vicenda di Romeo e Giulietta a Verona, identificando i Capelletti e i Montecchi come famiglie veronesi rivaleggianti.

## Origine del nome
L’etimologia del nome Capelletti è incerta. Secondo la diffusa grafia Cappelletti, potrebbe derivare da cappello, ma Fausto Ghisalberti suggerisce che il termine sia legato a capello, in riferimento ai capelli lunghi portati dai membri della fazione. Tale ipotesi trova riscontro nel nome dei loro avversari, i Barbarasi o Troncaciuffi, che indicherebbe un’abitudine opposta, ossia quella di tagliare i capelli molto corti.

## Influenza sulla leggenda diGiulietta e Romeo
L’identificazione dei Capelletti con una famiglia veronese nasce dall’equivoco dantesco, ma fu Da Porto a consolidarla nella sua narrazione. Matteo Bandello riprese questa versione e, attraverso le traduzioni di Pierre Boaistuau (Capellets) e di Arthur Brooke (Capulets), William Shakespeare la rese celebre nel mondo anglosassone. Tuttavia, ricerche storiche successive hanno confermato che non vi è alcuna documentazione sulla presenza di una fazione Capelletti a Verona, e che il loro unico ruolo storico documentato resta quello di parte politica nella Cremona del XIII secolo.